# Charleston (Vermont)
Charleston es un pueblo (subdivisión administrativa equivalente a un municipio) ubicado en el condado de Orleans, Vermont, Estados Unidos. Según el censo de 2020, tiene una población de 1021 habitantes.
El municipio incluye tres villas: Charleston, East Charleston y West Charleston.

## Geografía
Está ubicado en las coordenadas 44°52′16″N 72°1′30″O / 44.87111, -72.02500 (44.870982, -72.025024).

## Demografía
Según la Oficina del Censo, en 2000 los ingresos medios por hogar en la zona eran de $28,083 y los ingresos medios por familia eran de $31,250. Los hombres tenían unos ingresos medios de $25,938 frente a los $19,911 para las mujeres. Los ingresos per cápita eran de $15,278. Alrededor del 20% de la población estaba por debajo del umbral de pobreza.
De acuerdo con la estimación 2015-2019 de la Oficina del Censo, los ingresos medios por hogar en la zona son de $47,917 y los ingresos medios por familia son de $68,438. Alrededor del 13.8% de la población está por debajo del umbral de pobreza.